# 코드 - 비밀의 방
《코드 - 비밀의 방》은 2016년 1월 1일부터 2016년 3월 25일까지 JTBC에서 방영되었던 심리 서바이벌 프로그램이다.

## 참가자

### 본편
- 김희철 (가수)
- 백성현 (배우)
- 서유리 (방송인, 성우)
- 신재평 (가수, 음악가)
- 오현민 (방송인)
- 이용진 (개그맨)
- 정준하 (방송인, 배우)
- 지주연 (배우)
- 최송현 (배우)
- 한석준 (방송인)

### 연장분
올라가는 버튼 : 즉시 20,000,000원 지급
내려가는 버튼 : 새로운 도전자들과 대결하게 되며 우승 시 40,000,000원 지급
오현민은 내려가는 버튼을 선택하였다.
9회부터는 2인 1조 팀전으로 이루어진다. [오현민 은 자신의 파트너로 한석준을 선택하였다.]
- 오현민 (방송인) & 한석준 (방송인)
- 최정문 (방송인) & 미료 (래퍼)
- 피타입 (래퍼) & 산이 (래퍼)
- 홍진경 (방송인, 배우) & 한별 (가수)
- 최성준 (배우) & 에디킴 (가수)
- 강지영 (아나운서) & 장성규 (아나운서)

## 에피소드 목록
| 회차 | 방송일          | 층       | 메인 코드                             | 첫 탈출                       | 라스트 코드       | 라스트 코드 (플레이어)                                  | 최종 탈락       |
| ---- | --------------- | -------- | ------------------------------------- | ----------------------------- | ----------------- | ------------------------------------------------------- | --------------- |
| 1    | 2016년 1월 1일  | 지하 8층 | 4349                                  | 오현민                        | 매듭 풀기         | 백성현 / 신재평 / 최송현 / 지주연                       | 지주연          |
| 2    | 2016년 1월 8일  | 지하 7층 | Brazil                                | 김희철                        | 도형 맞추기       | 정준하 / 최송현 / 서유리 / 한석준                       | 한석준          |
| 3    | 2016년 1월 15일 | 지하 6층 | C9H8O4                                | 오현민                        | 죽음의 총구       | 정준하 / 백성현 / 서유리 / 최송현                       | 서유리          |
| 4    | 2016년 1월 22일 | 지하 5층 | 3185624907                            | 오현민                        | 악마의 속삭임     | 김희철 / 신재평 / 이용진 / 최송현                       | 최송현          |
| 5    | 2016년 1월 29일 | 지하 4층 | 포커 코드                             | 신재평                        | 죽음의 주사위     | 오현민 / 정준하 / 이용진                                | 이용진          |
| 6    | 2016년 2월 5일  | 지하 3층 | 컬러 코드                             | 오현민                        | 죽음의 트라이앵글 | 정준하 / 김희철 / 백성현                                | 백성현          |
| 7    | 2016년 2월 12일 | 지하 2층 | 사다리 코드                           | 오현민 신재평                 | 죽음의 망치       | 정준하 / 김희철                                         | 김희철          |
| 8    | 2016년 2월 19일 | 지하 1층 | 파이널 코드                           | 오현민                        | 베팅 로얄         | 오현민 / 정준하                                         | 신재평 / 정준하 |
| 9    | 2016년 2월 26일 | 지하 5층 | 우선권 퀴즈                           | 오현민&한석준                 | 죽음의 워딩       | 피타입&산이 / 한별&홍진경 / 에디킴&최성준 / 최정문&미료 | 한별&홍진경     |
| 10   | 2016년 3월 4일  | 지하 4층 | 블랙잭 코드                           | 산이&피타입                   | 죽음의 표적       | 에디킴&최성준 / 최정문&미료 / 강지영&장성규             | 최정문&미료     |
| 11   | 2016년 3월 11일 | 지하 3층 | 네임 코드                             | 오현민&한석준 / 에디킴&최성준 | 죽음의 행맨       | 강지영&장성규 / 피타입&산이                             | 강지영&장성규   |
| 12   | 2016년 3월 18일 | 지하 2층 | 룰렛 코드                             | 에디킴&최성준                 | 모노 오목         | 오현민&한석준 / 피타입&산이                             | 피타입&산이     |
| 13   | 2016년 3월 25일 | 지하 1층 | 두뇌 게임 3종 세트 (장기/까롬/쿼리도) | 오현민&한석준                 |                   |                                                         | 에디킴&최성준   |

## 경쟁 프로그램
- 나 혼자 산다 (MBC)
- 웃음을 찾는 사람들 (SBS)
- 개밥 주는 남자 (채널A)
- 애정통일 남남북녀 (TV조선)
- 아궁이 (MBN)
- 생방송 심야토론 (KBS 1TV)